# كارل زايتس
كارل يوزف زايتس (بالألمانية: Karl Seitz) (4 سبتمبر 1869 – 3 فبراير 1950)، سياسي نمساوي ينتمي إلى الحزب الديمقراطي الاجتماعي النمساوي. شغل عدة مناصب سياسية بارزة، من بينها رئيس النمسا وعضو في المجلس الإمبراطوري، ورئيس المجلس الوطني، وعمدة فيينا.

## الرئاسة
عُيِّن زايتس تقريبًا في الوقت نفسه رئيسًا مؤقتًا للحزب الديمقراطي الاجتماعي النمساوي عقب وفاة مؤسس الحزب فيكتور آدلر. وفي عام 1919، تم تثبيت منصبيه كرئيس للنمسا وكزعيم للحزب رسميًا.
وبعد دخول دستور النمسا الدائم حيّز التنفيذ في 1 أكتوبر 1920، رفض زايتس الترشح لولاية جديدة. غادر منصبه في 9 ديسمبر، إلا أنه لم يعتزل العمل السياسي، حيث احتفظ برئاسة الحزب وبمقعده في المجلس الوطني الذي أُنشئ حديثًا، وكرّس اهتمامه بعد ذلك للشؤون المحلية في فيينا.

## روابط خارجية
- كارل زايتس على موقع الموسوعة البريطانية (الإنجليزية)
- كارل زايتس على موقع مونزينجر (الألمانية)